# Pseudopseustis tellieri
Pseudopseustis tellieri är en fjärilsart som beskrevs av D. Lucas 1907. Pseudopseustis tellieri ingår i släktet Pseudopseustis och familjen nattflyn. Inga underarter finns listade.